# Le Fardeau
Pour plus de détails, voir Fiche technique et Distribution.
Le Fardeau (Excess Baggage) est un film muet américain réalisé par James Cruze et sorti en 1928.

## Fiche technique
- Titre original : Excess Baggage
- Réalisation : James Cruze

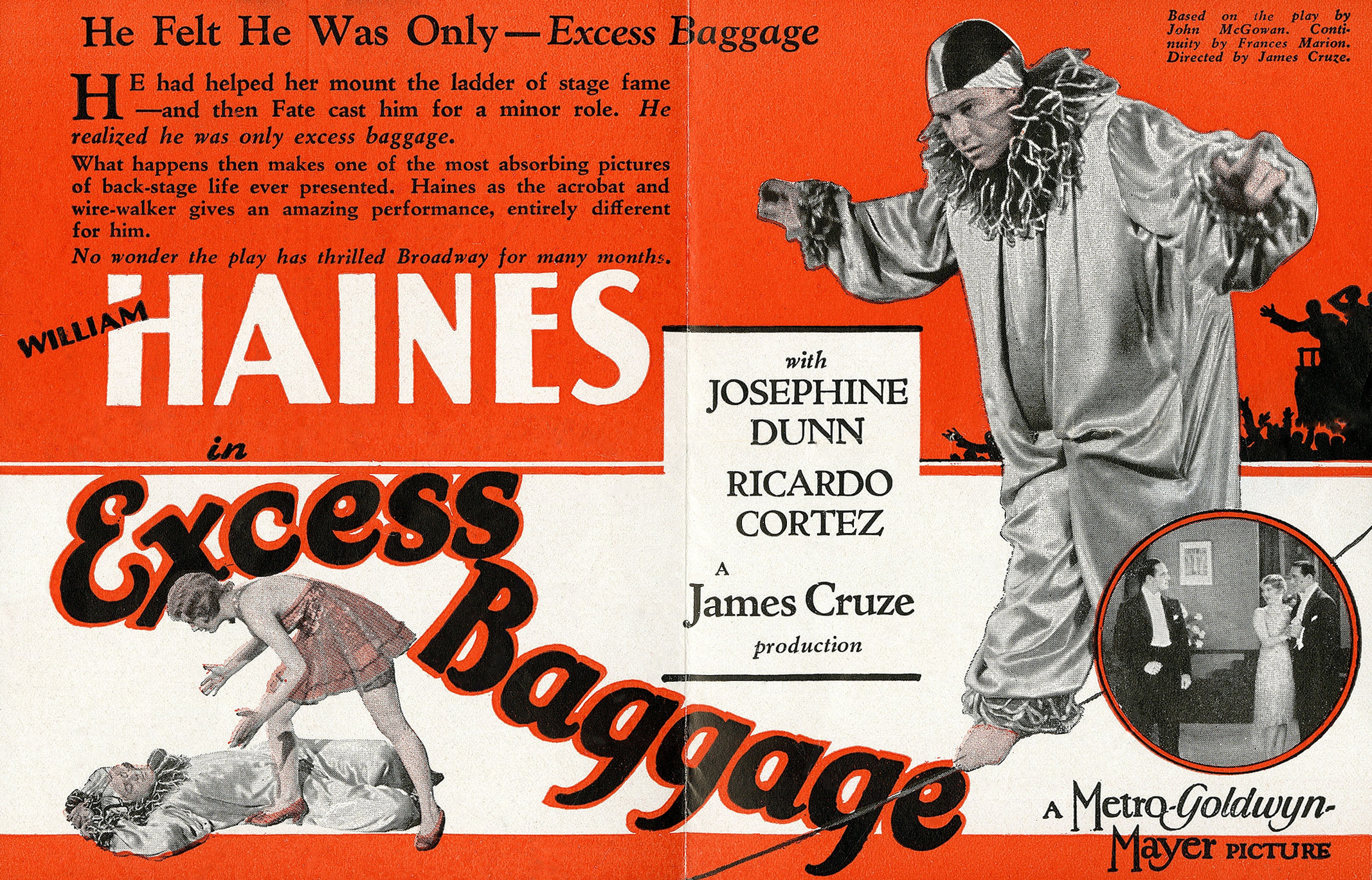
Flyer de présentation du film

- Scénario : Francis Marion, Ralph Spence (titres), d'après Excess Baggage de John McGowan
- Société de production : Metro-Goldwyn-Mayer
- Photographie : Ira H. Morgan
- Musique :William Axt
- Montage : George Hively
- Durée : 80 minutes (8 bobines)[1]
- Dates de sortie : 
  - États-Unis : 8 septembre 1928
  - France : 28 février 1930

## Distribution
- William Haines : Eddie Kane
- Josephine Dunn : Elsa McCoy
- Neely Edwards : Jimmy Dunn
- Kathleen Clifford : Mabel Ford
- Greta Granstedt : Betty Ford
- Ricardo Cortez : Val D'Ierrico
- Cyril Chadwick : Crammon
- Delmer Daves (non crédité)